# Perpetuum mobile
Als Perpetuum mobile (lat. ‚sich ständig Bewegendes‘, Mehrzahl Perpetua mobilia) werden unterschiedliche Kategorien ausgedachter, nicht existierender Geräte bezeichnet, die – einmal in Gang gesetzt – ohne weitere Energiezufuhr ewig in Bewegung bleiben und dabei je nach zu Grunde gelegter Definition möglicherweise auch noch Arbeit verrichten sollen. Allen ist gemeinsam, dass sie mindestens einem thermodynamischen Hauptsatz widersprechen und deshalb nicht realisierbar sind.

## Kategorien von Perpetua mobilia

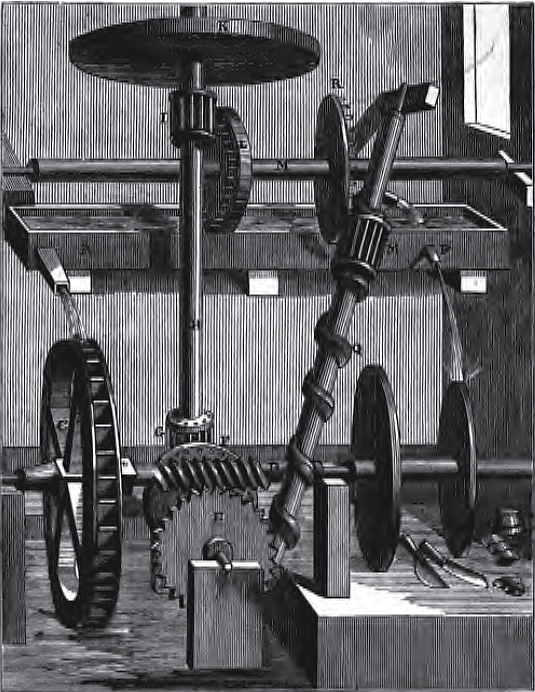
Perpetuum mobile mit Wasserrad

Perpetua mobilia werden gemäß dem thermodynamischen Hauptsatz kategorisiert, den sie jeweils verletzen. Die Klassifikation gibt daher keinen Hinweis auf das beabsichtigte Funktionsprinzip des Perpetuum mobile.

### Perpetuum mobile erster Art
Als Perpetuum mobile erster Art bezeichnet man eine Maschine, die dem Energieerhaltungssatz (analog dem 1. Hauptsatz der Thermodynamik) widerspricht. Sie soll dadurch mindestens die zu ihrem eigenen Betrieb notwendige Energie und in manchen Fällen zusätzlich Nutzenergie liefern. Eine solche Maschine würde Energie aus dem Nichts erzeugen und damit dem Energieerhaltungssatz widersprechen.
Beispiele für Perpetua mobilia erster Art:
- Eine Pumpe, die Wasser nach oben pumpt und über ein Wasserrad von einem Teil dieses Wassers angetrieben wird.
- Eine Lampe leuchtet, das Licht werde von einem Fotoelement („Solarzelle“) aufgefangen und in elektrischen Strom umgewandelt, der wieder die Lampe leuchten lassen soll.

Bereits der „einfache“ geschlossene Energiekreislauf ohne Bereitstellung zusätzlicher Nutzleistung ist wegen der unvermeidlichen Verluste (beispielsweise durch Reibung, Verformung oder anderweitige Wärmeabgabe an die Umgebung) nicht möglich.

#### Physikalische Unmöglichkeit des Perpetuum mobile erster Art
Der Energieerhaltungssatz gilt aller Erfahrung nach ohne Ausnahmen. In der theoretischen Physik folgt er aus der Definition der Energie z. B. in der Hamiltonschen Mechanik oder entsprechend mit Hilfe des Hamilton-Operators der Quantenmechanik. Nach dem mathematischen Noether-Theorem bleibt die so definierte Energie in einem abgeschlossenen System genau dann erhalten, wenn sich die Art der physikalischen Wechselwirkungen zeitlich nicht ändert. Umgekehrt und genauer: Wenn sich die physikalisch definierte Gesamtenergie eines Systems ändert, z. B. zunimmt, dann enthält das zugehörige mathematische Modell zwingend einen Energiebeitrag, der nicht durch die Messgrößen des Systems allein bestimmt wird, sondern explizit von der Zeit abhängt. Dieser Energiebeitrag beruht dann also auf einem Einfluss von außerhalb des Systems. Es handelt sich somit nicht um ein abgeschlossenes System, das alle wechselwirkenden Bestandteile umfasst. Der Begriff „Perpetuum mobile“ bezieht sich im physikalischen und patentrechtlichen Sinne jedoch allein auf ein abgeschlossenes System, in dem definitionsgemäß die Erhaltung der Gesamtenergie gilt, also keine Energie entstehen oder verschwinden kann, woraus sich die Unmöglichkeit eines Perpetuum mobile ergibt.
Jeder Mechanismus, der messbar die Energie im heute bekannten Universum vermehrt, statt sie lediglich umzuverteilen, würde demnach auf einen noch ungeklärten Einfluss von außerhalb des physikalisch beschriebenen Universums hinweisen. Während eine solche Situation einen Mystiker ansprechen mag, müsste die Naturwissenschaft hierzu die Definition der Energie in einer umfassenderen Theorie mit mehr oder anderen Messgrößen erweitern. Man würde in einem solchen Fall zunächst nach Wechselwirkungen mit der Umgebung, wie z. B. Strahlung, oder nach inneren Freiheitsgraden suchen, z. B. (sub-)molekulare Wechselwirkungen, bis der beobachtete Energiegewinn als Umwandlung aus einer bisher nicht berücksichtigten Energieform aufgefasst werden kann. Auf diese Weise könnten jedoch auch noch unbekannte Grundkräfte entdeckt und beschrieben werden.
Theorien, welche die Existenz eines Perpetuum mobile behaupten, sind daher pseudowissenschaftlich, da sie nicht dasselbe unter „Energie“ verstehen wie die Physik, aber in ihren Aussagen den physikalischen Begriff benutzen. Heutige Vertreter solcher Theorien weichen deshalb häufig auch auf andere Bezeichnungen aus, z. B. „Konverter für Freie Energie“. Hierbei darf der esoterisch belegte Begriff der „Freien Energie“ nicht mit dem wissenschaftlich-thermodynamischen Begriff Freie Energie verwechselt werden.

### Perpetuum mobile zweiter Art
Ein Perpetuum mobile zweiter Art verstößt gegen den zweiten Hauptsatz der Thermodynamik. Die Maschine soll Arbeit aus der Umgebungswärme gewinnen, ohne dass ein (ständig aufrechterhaltenes) Temperaturgefälle notwendig wäre. Da ihr eigener Betrieb wiederum Wärme erzeugt, wäre damit der „Energiekreislauf“ unendlich möglich. Der Umgebung soll ein Teil ihrer Wärmeenergie entzogen und (teilweise) in die zum Betrieb der Maschine notwendige (Antriebs-)Energie umgewandelt werden (sowie evtl. etwas zusätzliche Nutzenergie). Eine solche Maschine verletzt nicht den Energieerhaltungssatz, jedoch den zweiten Hauptsatz der Thermodynamik, weil die Umwandlung von Arbeit in Wärme immer irreversibel ist. Es ist also unmöglich, im Raum gleich verteilte Wärmeenergie in ungleich verteilte Energie zu verwandeln (die zum Antrieb von Maschinen nutzbar wäre), ohne hierfür zusätzliche Energie aufzuwenden. Zur Quantifizierung dieser Irreversibilität ist Mitte des 19. Jahrhunderts die Entropie definiert worden.
Die Konzepte für Perpetua mobilia zweiter Art beruhen auf einem Missverständnis des Prinzips einer Wärmekraftmaschine. Diese muss nach dem Zweiten Hauptsatz mit einem heißen und einem kalten Punkt oder Reservoir arbeiten. Die Maschine wandelt einen Teil der von heiß nach kalt fließenden (Wärme-)Energie in eine höherwertige Energieform um; der Rest der Wärmeenergie wird an den kalten Punkt durchgeleitet. Wenn die Wärme über die Maschine nicht wenigstens teilweise in Richtung des kalten Punkts abfließen kann, dann bleibt die Maschine stehen.
Die Temperaturdifferenz zwischen dem heißen und dem kalten Punkt bestimmt das erreichbare Verhältnis zwischen höherwertiger Energie und durchgeleiteter Wärme (siehe Carnot-Wirkungsgrad)
Beispiele für Perpetua mobilia zweiter Art:
- Ein Kochtopf, der Wärme aus der Zimmerluft sammelt und sich dadurch erhitzt. An seinen Seitenwänden und oben erwärmt er wiederum die Zimmerluft.
- Ein Rad, das sich dreht, indem ihm Antriebsenergie aus der Wärme des Zimmers zugeführt wird. Seine Reibung erzeugt wiederum Wärme.
- Ein U-Boot, das ein Gewässer durchquert und zum Antrieb das umgebende Wasser abkühlt. Seine Fahrt erzeugt wiederum Reibungswärme.

Ein Gedankenexperiment, der Maxwellsche Dämon, veranschaulicht Aspekte des Perpetuum mobile 2. Art. Er ist vor allem bemerkenswert, da er einen direkten Zusammenhang zwischen Physik und Informationsverarbeitung herstellt: Es muss eine Mindestenergiemenge {\displaystyle E=nkT\ln 2} aufgebracht werden, um n Bit Information verarbeiten zu können.
Ein weiteres Beispiel ist die Smoluchowski-Feynman-Ratsche (Molekulare Ratsche). Eine elektronische Analogie zum Maxwellschen Dämon wäre die Gleichrichtung des thermischen Rauschens der Elektronen in einem elektrischen Leiter durch eine Halbleiter-Diode, die aber ebenfalls aus energetischen Gründen nicht funktionieren kann (Brillouin-Paradoxon).
Viele der Ideen zu molekularen Motoren und Maschinen, die ursprünglich reine Gedankenexperimente waren, werden heute von den Synthesemöglichkeiten der modernen Chemie erreicht. Kay u. M. haben hierzu alte und aktuelle Ideen vorgestellt und die technischen Probleme und physikalischen Prinzipien diskutiert. Nach einer Idee von Fritz Vögtle sollten topologisch chirale Rotaxane (kleine Propeller, deren Vorder- und Rückseite unterschiedliche Form haben) im thermischen Gleichgewicht mit einem chiralen Gas (z. B. H3C-CHClF) bevorzugt in eine Richtung rotieren. Dieses hypothetische Phänomen, das augenscheinlich den 2. Hauptsatz verletzen würde, konnte bisher noch nicht experimentell bestätigt werden.
Im Jahr 2000 wurden mögliche Verletzungen des zweiten Hauptsatzes in quantenmechanischen Systemen diskutiert. Allahverdyan und Nieuwenhuizen berechnen die Brownsche Bewegung eines Quantenpartikels, das stark an ein Quanten-Wärmebad gekoppelt ist, und zeigten, dass bei tiefen Temperaturen Energie aus einem Wärmebad durch zyklische Variation von Parametern gewonnen werden kann und somit eine scheinbare Verletzung des 2. Hauptsatzes aufgrund von Quanten-Kohärenz-Phänomenen vorliegt. Ihre Arbeit stieß auf Kritik.
Nach Capek und Bok (1999) ist der Maxwellsche Dämon unter bestimmten Voraussetzungen zur Selbstorganisation fähig. Dies führe zu einem expliziten Gedankenkonstrukt eines Perpetuum mobiles 2. Art.

### Perpetuum mobile dritter Art
Die Benennung Perpetuum mobile dritter Art wird nicht einheitlich verwendet. Nach der oben gegebenen Definition verstößt ein Perpetuum mobile dritter Art gegen den 3. Hauptsatz der Thermodynamik, d. h., es verwendet der Idee nach ein Wärmereservoir der Temperatur 0 K (oder kleiner).

### Schein-Perpetuum-mobile
Ein Schein-Perpetuum-mobile nutzt z. B. kleine Druck- oder Temperaturschwankungen seiner Umgebung ähnlich wie beim Energy Harvesting. Beispielsweise ist ein empfindlicher Seismograph immer in Bewegung, aber trotzdem kein Perpetuum mobile. Typisch für alle Schein-Perpetua-mobilia ist die geringe Leistungsdichte; d. h., es wird eine große und schwere Apparatur benötigt, um zumindest einen geringen Energiebetrag nutzen zu können.

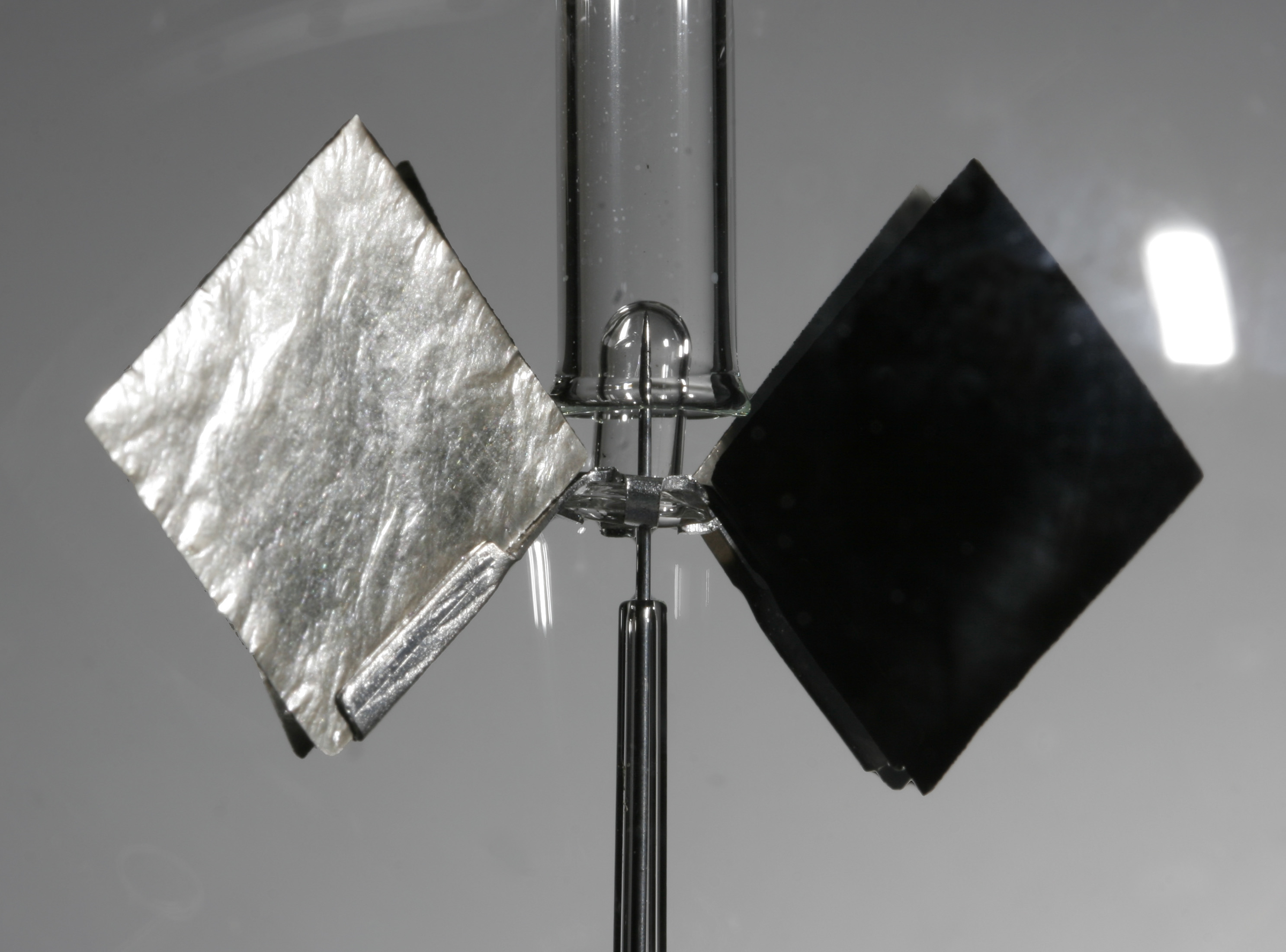
Das Flügelrad einer Lichtmühle. Links die ungeschwärzte Seite eines Glimmerplättchens, rechts die geschwärzte.

Beispiele solcher Vorrichtungen, die früheren Zeiten als Perpetua mobilia erschienen, sind:
- Lichtmühle
- Atmosphärische Uhr
- Zamboni-Pendel
- Trinkvogel
- N-Maschine, ein Beispiel für eine Elektromotor-Generator-Konstruktion, bei der durch Messfehler und die Nichtbeachtung geringer, jedoch entscheidender Gegenkräfte der Eindruck eines Perpetuum mobile erweckt wird.

## Geschichte

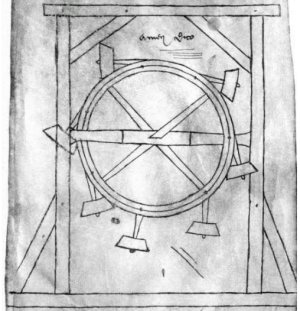
Perpetuum mobile des Villard de Honnecourt (um 1230)

Schon frühe Zivilisationen und Völker waren von der immerwährenden Himmelsmechanik fasziniert und starteten zu allen Zeiten „physikalische“ Erklärungsversuche. Erste Berichte über mechanische Perpetua mobilia stammen aus Indien und dem Orient. Der indische Astronom Lalla beschreibt 748 in seinem Werk Sysyadhivrddhida Tantra ein Perpetuum-mobile-Rad. Gegen 1150 beschreibt der indische Mathematiker Bhaskara II. ein Perpetuum mobile, das aus einem Rad besteht, welches quecksilbergefüllte Speichen trägt.
Um 1230 ersann der französische Baumeister Villard de Honnecourt ein Perpetuum mobile, welches aus pendelnd an einem Rad aufgehängten Hämmern bestand. Honnecourt erwähnt Quecksilber in seiner Beschreibung als Füllmittel, so dass davon ausgegangen wird, dass er die Arbeit von Bhaskara direkt oder indirekt kannte. Konrad Gruter, ein mittelalterlicher Kleriker, führte am Hof des Papstes Bonifatius IX. in Rom im letzten Jahrzehnt des 14. Jahrhunderts Versuche zur Hydrotechnik und zur Konstruktion eines Perpetuum mobile durch. Auch aus der Alchemie werden Versuche berichtet, um etwa anhand von Magnetsteinen oder Ewigen Lampen ein alchemistisches Perpetuum mobile zu erschaffen. Im 17. Jahrhundert zitierte John Wilkins eine angeblich bei Paracelsus gefundene Rezeptur mit den Hauptbestandteilen Zinn, Quecksilber und Amalgam, die er selbst verwarf. Jenes Rezept konnte aber weder auf Paracelsus noch auf andere mittelalterliche Mediziner oder Alchemisten namentlich zurückgeführt werden.
In der Renaissance entwarfen Francesco di Giorgio, Leonardo da Vinci oder Vittorio Zonca Perpetua mobilia, jedoch ohne praktische Ausführung. Da Vinci formulierte als Erster, dass ein mechanisches Perpetuum mobile in den Bereich der Unmöglichkeit gehört.
In der Barockzeit war das Interesse an perpetuierlichen Maschinen voll erwacht. Neben den Universalgelehrten Athanasius Kircher und Caspar Schott befassten sich viele andere mit der Theorie und gelegentlich auch der Praxis (zum Beispiel Johann Bessler, Künstlername Orffyreus) des Perpetuum mobiles.
Die Pariser Akademie der Wissenschaften beschloss bereits 1775, keine Patentanträge auf ein Perpetuum mobile mehr zur Prüfung anzunehmen, da eine immerwährende Bewegung nicht möglich sei und zudem die Herstellung der Modelle zu kostspielig würde. Mit der Formulierung des Energieerhaltungssatzes durch Julius Robert von Mayer und Rudolf Clausius wurde Mitte des 19. Jahrhunderts dem Perpetuum mobile der theoretische Boden entzogen. Die Idee des Perpetuum mobiles ist dennoch nicht tot; immer noch versuchen Erfinder, eine ewig bewegliche Maschine zu erdenken.

## Physik im Wandel
Der Grundbegriff der Energie bezeichnet die Fähigkeit, Arbeit zu verrichten und wandelte sich im Laufe der Zeit mit dem wachsenden Wissensstand: Vor Jahrtausenden konnte Wärme aus an sich totem Material durch Verbrennung erzeugt werden; damals wurde dafür der Begriff Energie noch nicht geprägt. Ende des Mittelalters wurde mit der Entdeckung des Schießpulvers klar, dass diese Wärme, Druck und auch Bewegung ineinander überführt werden können – Energie wird frei. Im 18. Jahrhundert zeigte die Dampfmaschine die thermodynamischen Zusammenhänge zwischen Druck, Wärme und Bewegung und dass „Wärme irgendwie Energie und Bewegung ermöglicht“. Ende des 19. Jahrhunderts wurde der Photoeffekt entdeckt und ein Zusammenhang zwischen der Frequenz des Lichts und der kinetischen Energie, der durch das Licht von einer metallischen Oberfläche abgelösten Elektronen festgestellt. Dieser Effekt wurde im 20. Jahrhundert von Albert Einstein quantenmechanisch gedeutet. In seiner speziellen Relativitätstheorie wird die Äquivalenz von Masse und Energie postuliert, die mit der häufig zitierten Formel E=mc² ausgedrückt werden kann. Dass Masse und Energie ineinander überführbar sind, gilt heute als gesichertes Wissen. Bis heute ist die Masse die fundamentalste Form der Energie, während im Laufe der Zeit immer neue Formen der Energiespeicherung und Umwandlung gefunden wurden.
Die unterschiedlichen Energiebegriffe, insbesondere die Äquivalenz zur Masse, folgten aus ganz anderen Teilgebieten der Physik als der Thermodynamik. Dennoch genügten sie dem Energieerhaltungssatz insofern, als neu entdeckte Energieformen nicht mit einem Wirkungsgrad von 100 % oder höher in bekannte Energieformen überführt werden können.
Beispielsweise wirkt ein Kernkraftwerk – betrachtet mit der Physik des 19. Jahrhunderts – auf den ersten Blick wie ein Perpetuum mobile. Es verletzt die im 19. Jahrhundert bekannten Regeln der Energieerhaltung. Da aber Anfangs- und Endzustand nicht identisch sind,   gibt auch die Physik des 19. Jahrhunderts keinen Anlass zu der Annahme, ein Kernkraftwerk könne unendlich viel Arbeit verrichten. Die Elementzusammensetzung der Brennstäbe ändert sich, sodass es irgendwann aufhört, Arbeit zu verrichten. Danach lässt sich der Anfangszustand nicht mehr herstellen, sodass die definierende Zyklizität des Prozesses eines Perpetuum mobiles nicht gegeben ist.
Nach dem Noether-Theorem müssen physikalische Modelle oder Theorien, die bestimmte Voraussetzungen erfüllen, einen Energieerhaltungssatz enthalten, da in der Physik zu jeder Symmetrie auch eine Erhaltungsgröße gehört. Diese bestätigt sich durch Herausbildung von Phänomenen oder Strukturen auf der Makroebene seines Systems „welche wiederum auf der Grundlage des Zusammenspiels seiner Elemente beruht“. Dadurch wäre die Gültigkeit des Energieerhaltungssatzes einsichtig, da er aus der plausiblen zeitlichen Invarianz der physikalischen Gesetze folgt.

## Fehlinterpretierte Effekte und Prinzipien
Aus folgenden real auftretenden Effekten und Prinzipien wurden oder werden oft Perpetua mobilia erdacht:

### Thermische Maschinen
Eine weit verbreitete Bauart von scheinbaren Perpetua mobilia basiert z. B. auf einem leichtgängig gelagerten Rad, welches durch eine räumliche Temperaturdifferenz eine Gewichtsverlagerung erfährt, die es (ohne äußeren Antrieb über die zentrale Welle) in Drehung versetzt. Zu dieser Klasse gehören z. B. ein flexibles Rad mit Gummibandspeichen, die sich auf der warmen Seite zusammenziehen und der kälteren wieder entspannen (Gough-Joule-Effekt), ein Rad, dessen Umfang mit an Bimetall-Stielen hängenden Gewichten besetzt ist, oder ein Rad aus paarweise gegenüberliegend verbundenen Druckbehältern, worin ähnlich einer Heatpipe ein durch Wärme verdampfendes Flüssiggas aufsteigt und so das Gewicht verlagert. Zahlreiche so konstruierte Räder wurden in Vergangenheit immer wieder für Perpetua moblia gehalten, da sie sich tatsächlich auf geheimnisvolle Weise oft über lange Zeit drehen konnten (mit geringer Leistungsabgabe), ohne dass ein Antrieb auffindbar war. Besonders eindrucksvoll sind auch kleine Stirlingmotoren, die auf der Hand allein durch die Körperwärme laufen.
Lösung: Da die Maschinen Wärme von der warmen zur kalten Seite transportieren bzw. die in den Bauteilen befindlichen Medien dabei einen Kreisprozess durchlaufen, handelt es sich letztlich um Wärmekraftmaschinen, die geringste Temperaturdifferenzen ausnutzen.

### Wasserverdunstung
Eine ganze Reihe funktionierender Vorrichtungen nutzt die Entropiezunahme bei der Verdunstung von Wasser. Hierbei muss die Verdampfungsenthalpie aufgebracht werden, was zu einer Temperaturdifferenz des Wassers relativ zur umgebenden Luft führt – das Wasser wird kälter. Aus dieser Temperaturdifferenz kann tatsächlich Energie bezogen werden (z. B. Trinkvogel). Auch aus anderen Effekten der Verdunstung, wie der Verkürzung/Verlängerung von nassen und wieder trocknenden Seilen (die Entropiezunahme arbeitet hier zusätzlich gegen die Kapillarkraft) kann Energie gewonnen werden. Ähnlich bekannt sind Konstruktionen mit Schwämmen an einem Rad, die durch Gewichtsverlagerung bei der Verdunstung arbeiten.
Lösung: Die Energie, die einen Entropiezuwachs ermöglicht, entstammt dem atmosphärischen Ungleichgewicht, welches durch die Sonneneinstrahlung auf die Erde entsteht. In einem geschlossenen System würde sich die relative Luftfeuchtigkeit schon bald an 100 % annähern, wodurch die Verdunstung zum Erliegen käme.

### Transformator
Mit einem Transformator kann man die Spannung hochsetzen. Z. B. bei einstellbaren Modellbahntrafos fährt die Bahn bei höherer Spannung schneller. Könnte man nicht eine Maschine bauen, die die Spannung einer Batterie wechselrichtet → mit einem Trafo auf eine höhere Spannung transformiert → wieder gleichrichtet → damit mehrere Batterien gleichzeitig lädt? Nein – beim Transformieren bleibt das Produkt aus Strom und Spannung (die Leistung) konstant. Wenn also die Spannung hochtransformiert wird, sinkt gleichzeitig der maximale Strom auf der Seite der höheren Spannung. Die Leistung zum Laden wird also nicht größer – sie wird sogar geringer, denn sie wird mit den Wirkungsgraden des Transformators, des Wechselrichters und des Gleichrichters multipliziert, die alle kleiner als Eins sind. Verluste beim Trafo wären z. B. der elektrische Widerstand des Kupfers und magnetische Verluste des Eisenkerns.

### Magnetismus
Es gibt eine Reihe von Vorschlägen eines Perpetuum mobile, welches mit Dauermagneten oder zusätzlich mit einem durch diese erzeugten elektrischen Strom arbeitet. Es wird auch immer wieder versucht, ein stationäres Magnetfeld örtlich begrenzt abzuschirmen. Hierbei wird zumeist missachtet, dass jedes Werkstück aus einem Material, das Magnetfelder abschirmen kann, z. B. Mu-Metall, an seinen Rändern seinerseits starke Magnetfelder erzeugt, die die Realisation der Erfindungsidee prinzipiell unmöglich machen.
Einfaches Beispiel: Ein magnetisches Fahrzeug platziert über ein Gestänge einen starken Magneten vor sich. Der Magnet zieht das Fahrzeug an und wird dabei gleichzeitig ebenfalls fortbewegt, so dass das Fahrzeug die ganze Zeit hinter dem Magneten hergezogen wird und diesen die ganze Zeit vor sich her schiebt (so etwa das „Perpetumobil“ in Michael Endes Jim Knopf und die Wilde 13). Vergleichbar ist dies mit der bekannten Geschichte des Barons von Münchhausen, der sich selbst an den Haaren aus dem Sumpf gezogen haben will – ohne einen festen (Kraft-Bezugs-)Punkt. Solche Ideen für Perpetua mobilia verletzen nicht nur den Energieerhaltungssatz (Bewegungsenergie aus dem Nichts), sondern zusätzlich den Impulserhaltungssatz, das Prinzip der actio und reactio der Newtonschen Mechanik.
Ein weiteres Beispiel ist der Magnetmotor, ein von verschiedenen Bastlern propagiertes Konzept eines Motors, der sich allein durch die Kraft von Permanentmagneten in Drehung versetzen soll.

### Schwerkraft und Gaskinetik
Im 19. Jahrhundert gab es einen wissenschaftlichen Streit aufgrund eines kleinen Rechenfehlers in einer Arbeit von James Clerk Maxwell, nach der die Temperatur von Gasen in Schwerefeldern nicht konstant sei und somit theoretisch ein Wärmefluss stattfinden müsste. Auch nach der Aufklärung des Fehlers durch Maxwell selbst in derselben Arbeit wurde der Disput weitergeführt, zum Beispiel zwischen Ludwig Boltzmann und Loschmidt.
Der Grundgedanke dieser fehlerhaften Anschauung ist, dass in einem Knudsen-Gas die potentielle Energie der Gas-Moleküle mit zunehmender Höhe im Gravitationsfeld zunimmt, während ihre kinetische Energie mit zunehmender Höhe im gleichen Maße abnimmt, ähnlich wie es bei hüpfenden, ideal elastischen Bällen wäre. Das führt zu der falschen Annahme, Gase müssten mit zunehmender Höhe im Gravitationsfeld kühler werden, denn beim Aufsteigen verlieren die Moleküle zwar kinetische Energie (kühlen ab), aber die energieärmsten (kältesten) bleiben unten, beziehungsweise erreichen die langsamen Moleküle seltener eine große Höhe als die schnellen.
Bei relativistischer Betrachtung gibt es allerdings im Gleichgewicht ein Temperaturgefälle in der Atmosphäre. Einen Lösungsansatz brachte die allgemeine Relativitätstheorie. Sie lieferte die Erklärung, warum in einem Gravitationspotential trotz Temperaturgefälle kein Wärmefluss stattfinden kann: Die Energie, die am Boden mehr vorhanden ist, bewirkt auch eine Massenzunahme – warme Gase sind geringfügig schwerer als kalte und wandeln somit in einem Feld mehr kinetische Energie in potentielle Energie um. Es gilt hier eine relativistische Formel für den Wärmefluss.
Es scheinen aber immer noch offene Fragen zu existieren. Nach theoretischen Betrachtungen sollte der Effekt in einigen Systemen wesentlich größer sein, als die allgemeine Relativitätstheorie voraussagt.
Ilya Prigogine äußert sich in seinem Buch zu der Problematik:

„Tatsächlich wissen wir heute nicht, ob der Zweite Hauptsatz mit all den bekannten Wechselwirkungen zwischen Teilchen, namentlich mit der gravitativen Wechselwirkung, vereinbar ist. … Wir wissen mit anderen Worten nicht, ob die Gravitation in den Zweiten Hauptsatz einbezogen werden kann. Was allerdings die kurzreichweitigen Kräfte der molekularen Wechselwirkungen betrifft, so haben wir gegenwärtig keinen Grund, an der Gültigkeit des Zweiten Hauptsatzes zu zweifeln…“

## Patentierbarkeit
Das Deutsche Patent- und Markenamt weist Patentanmeldungen, die ein Perpetuum mobile zum Gegenstand haben, unter Verweis auf die mangelnde Ausführbarkeit der Erfindung (gewerbliche Anwendbarkeit) nach § 1 Abs. 1 PatG zurück. Der potenzielle Erfinder könnte einen Schutz seiner Erfindung nur dadurch erreichen, dass er dem Deutschen Patent- und Markenamt einen funktionstüchtigen Prototyp präsentiert.
Eine patentfähige Erfindung setzt voraus, dass eine Lehre zum technischen Handeln gegeben wird und diese zu einem konkreten Erfolg führt. Ist dies unmöglich, weil die Lehre sich objektiv nicht realisieren lässt, dann liegt keine Erfindung vor. Eine Erfindung liegt insbesondere dann nicht vor, wenn sie gegen anerkannte physikalische Gesetze verstößt (vlg. BGH BlPMZ 1985, 117, 118).
Obwohl die meisten Patentämter ausdrücklich (z. B. auf ihrer Homepage) darauf hinweisen, keine Vorschläge für Perpetua mobilia anzunehmen, werden auch heute noch jedes Jahr zahlreiche Patentanträge eingereicht; das Deutsche Patentamt berichtet von etwa hundert Anträgen jährlich.

## Bildende Kunst
Im Bereich der bildenden Kunst vor allem des 20. Jahrhunderts gibt es – nach vielen Vorläufern in der Antike, der Renaissance, dem Barock und dem 19. Jahrhundert – verschiedene Ansätze für eine metaphorische Darstellung des Prinzips der permanenten Bewegung künstlerischer Formen. Beispiele sind die kinetische Kunst von Alexander Calder oder die Großplastiken von George Rickey.